# 페트로스
페트로스(Πέτρος)는 그리스어 이름으로, '바위'라는 뜻의 '페트라(πέτρα)'에서 왔다.
언어별로 '페트로스'에 해당하는 이름은 다음과 같다.
- 네덜란드어: Peter, Pieter, Piet
- 덴마크어: Peter
- 독일어: Peter
- 라트비아어: Pēteris
- 라틴어: Petrus(페트루스)
- 루마니아어: Petru
- 몰타어: Pietru
- 벨라루스어: Пётра, Пятро
- 세르보크로아티아어: Петар(페타르)
- 스칸다나비아어군: Per, Peder, Petter, Peter
- 아랍어: (Boutros)
- 아이슬란드어: Pétur
- 알바니아어: Pjetër
- 에스토니아어: Peeter
- 에스파냐어: Pedro(페드로)
- 영어: Peter(피터)
- 우크라이나어: Петро
- 이탈리아어: Pietro(피에트로)
- 체코어: Petr
- 아라곤어: Pero
- 카탈루냐어: Pere
- 포르투갈어: Pedro(페드루)
- 폴란드어: Piotr
- 프랑스어: Pierre(피에르 - 돌이라는 뜻의 낱말로도 쓰인다)
- 핀란드어: Pietari, Pekka, Petri, Petteri
- 헝가리어: Péter
- 힌디어: (Pathar)

## 같이 보기
- 그리스와 덴마크의 왕자 페트로스
- 페트로스 페르사키스: 그리스의 체조 선수